# Acihasta
Acihasta is een geslacht van hooiwagens uit de familie Monoscutidae.
De wetenschappelijke naam Acihasta is voor het eerst geldig gepubliceerd door Forster in 1948. 

## Soorten
Acihasta is monotypisch en omvat slechts de volgende soort:
- Acihasta salebrosa